# Ângela Maria Fonseca Spínola
Angela Maria Fonseca Spinola là Hoa hậu Bồ Đào Nha vào năm 2005 và là người đại diện đất nước cô tại Hoa hậu Trái Đất. Spinola, người lớn lên ở Cape Verde, hiện đang là sinh viên ở Setúbal, Bồ Đào Nha.